# Unpretty
«Unpretty» — феминистическая песня американской женской хип-хоп и ритм-н-блюзовой группы TLC. Была выпущена 10 августа 1999 года в качестве второго сингла третьего студийного альбома группы FanMail. Песня стала четвёртым и последним хитом TLC, достигшим первой строчки американского хит-парада Billboard Hot 100, она также была номинированной на 3 премии «Грэмми» в категориях «Лучшая песня года» и «Лучшее поп-исполнение группой с вокалом», а также Лучшее музыкальное видео. Журнал Billboard назвал эту песню № 20 в своём итоговом списке Лучших синглов США 1999 года.

## Предыстория
Уоткинс находилась в больнице, когда у нее родилась идея «Unpretty» после просмотра эпизода американского ток-шоу Рики Лейк, в котором мужчины на шоу называли женщин «жирными свиньями». Она написала песню в виде стихотворения и отдала его Остину, чтобы тот записал его. Остин хотел вписать музыку TLC в фолк и альтернативный рок. Он написал «Unpretty» как «акустическую поп-песню», чтобы люди воспринимали TLC как состоявшуюся группу. Стейси Лэмб из VH1 описала песню как «альтернативное рок-настроение».

## Музыкальное видео
Музыкальное видео на песню «Unpretty» было снято Полом Хантером в июне 1999 года в Калифорнии за 1,6 млн долларов Была создана укороченная версия видео, выпущенная для аудитории всех возрастов (как «Детская версия»), в которой удалены сольные сюжетные линии Уоткинс и её коллеги по группе Лизы «Left Eye» Лопес, поскольку некоторые сцены были сочтены слишком откровенными.

## Список композиций и форматов
| - US CD Single (Green Cover) 1. Unpretty (Album Version) — 4:38 2. Unpretty («Don’t Look Any Further» Remix) — 4:25 - UK CD 1 of 2 (Green Cover) 1. Unpretty (Radio Version) — 4:08 2. No Scrubs (Radio Version) — 4:06 3. Diggin' On You (Radio Version) — 4:14 - UK CD 2 of 2 (Blue Cover) 1. Unpretty (Radio Version) — 4:08 2. Unpretty (M. J. Cole Remix) [Vox Up] — 4:48 3. Unpretty («Don’t Look Any Further» Remix) — 4:25 | - International Remix EP (Blue Cover) 1. Unpretty (Radio Version) — 4:01 2. Unpretty («Don’t Look Any Further» Remix) — 4:26 3. Unpretty («Don’t Look Any Further» Remix w/ Rap) — 4:27 4. Unpretty (Pumpin' Dolls Radio Mix) — 4:03 5. Unpretty («Don’t Look Any Further» Remix) [Big Boyz Dub Mix] — 5:00 6. Unpretty (Pumpin' Dolls Club Mix) — 8:59 - European CD Single (Green Cover) 1. Unpretty (Radio Version) — 4:09 2. Unpretty (Album Version) — 4:38 3. Unpretty (M. J. Cole Remix) [Vox Up] — 4:48 4. Unpretty (M. J. Cole Remix) [Budd Dub] — 5:35 5. Unpretty (Instrumental) — 4:41 |

## Награды и номинации
| Год        | Номинируемая работа                     | Категория | Результат |
| ---------- | --------------------------------------- | --------- | --------- |
| 2000       |                                         |           |           |
| «Unpretty» | Лучшая песня года                       | Номинация |           |
| «Unpretty» | Лучшее поп-исполнение группой с вокалом | Номинация |           |
| «Unpretty» | Лучшее музыкальное видео                | Номинация |           |

## Чарты и сертификации

### Еженедельные чарты
| Чарт (1999)                             | Высшая позиция |
| --------------------------------------- | -------------- |
| Австралия (ARIA)                        | 3              |
| Австрия (Ö3 Austria Top 40)             | 24             |
| Бельгия/Фландрия (Ultratop 50)          | 13             |
| Бельгия/Валлония (Ultratop 50)          | 30             |
| Канада (RPM Top Singles)                | 3              |
| Канада (RPM Adult Contemporary)         | 12             |
| Канада (RPM Dance/Urban)                | 3              |
| Финляндия (Suomen virallinen lista)     | 12             |
| Франция (SNEP)                          | 32             |
| Германия (GfK)                          | 16             |
| Исландия (Íslenski Listinn Topp 20)     | 1              |
| Нидерланды (Dutch Top 40)               | 6              |
| Нидерланды (Single Top 100)             | 8              |
| Новая Зеландия (Recorded Music NZ)      | 3              |
| Норвегия (VG-lista)                     | 10             |
| Шотландия (OCC Scotland)                | 11             |
| Испания (PROMUSICAE)                    | 20             |
| Швеция (Sverigetopplistan)              | 8              |
| Швейцария (Schweizer Hitparade)         | 9              |
| Великобритания (OCC UK Singles)         | 6              |
| Великобритания (UK Airplay, Music Week) | 1              |
| Великобритания (OCC UK Hip Hop/R&B)     | 1              |
| США (Billboard Hot 100)                 | 1              |
| США (Billboard Dance Singles Sales)     | 18             |
| США (Billboard Hot R&B/Hip-Hop Songs)   | 4              |
| США (Billboard Pop Airplay)             | 3              |
| США (Billboard Rhythmic)                | 10             |

### Годовые итоговые чарты
| Чарт (1999)                                         | Позиция |
| --------------------------------------------------- | ------- |
| Австралия (ARIA)                                    | 37      |
| Великобритания UK Singles (Official Charts Company) | 44      |
| США US Billboard Hot 100                            | 20      |

### Чарты десятилетия
| Чарт (1990—1999)      | Позиция |
| --------------------- | ------- |
| США Billboard Hot 100 | 76      |

### Сертификации
| Регион | Сертификация | Продажи  |
| --- | ------------ | -------- |
| Австралия (ARIA) | Платиновый   | 70 000^  |
| Новая Зеландия (RMNZ) | Золотой      | 5000*    |
| Швеция (GLF) | Золотой      | 15 000^  |
| Великобритания (BPI) | Серебряный   | 200 000^ |
| США (RIAA) | Золотой      | 600,000  |
| * Данные о продажах приведены только на основе сертификации. ^ Данные о тиражах приведены только на основе сертификации. |              |          |